# Agrilus cordillerae
Agrilus cordillerae é uma espécie de inseto do género Agrilus, família Buprestidae, ordem Coleoptera.
Foi descrita cientificamente por Kirsch, 1873.